# 結城凛
結城 凛（ゆうき りん、1984年9月27日 - ）は、日本のAV女優。TPJ所属。
趣味は旅行・アロマテラピー。

## 略歴
- 2006年に『fallen angel』でAVデビュー。

## 出演
2006年
- fallen angel（12月1日、セクシア）

2007年
- あなたに逢いたい（1月1日、セクシア）
- タマにはしゃぶりたい（2月1日、セクシア）
- コールガール痴女（3月1日、セクシア）
- 女教師の秘蜜（4月1日、セクシア）
- 酷夢（5月1日、セクシア）
- 凌辱 レイプ 輪姦（7月13日、MOODYZ）
- パイパン肉便器（8月1日、MOODYZ）
- 真性中出しだらけの集団受精大乱交（9月13日、MOODYZ）共演:上原のぞみ、姫野愛、一色あずさ、松田亜美
- 大量浣腸アヌス奴隷（12月7日、アタッカーズ）

2008年
- ビージーン（4月7日、桃太郎映像出版）
- マゾヒスティックM女覚醒 Wild Thing（5月7日、桃太郎映像出版）
- 痴女M女覚醒 アウトテイクス Wild Thing（5月7日、桃太郎映像出版）他出演:nao.、紅音ほたる、南まりん
- SOAP ソープ スーパーデジタルモザイク（6月7日、桃太郎映像出版）
- SOAP ソープ EXTRA（6月7日、桃太郎映像出版）他出演:浅田ちち、葉月奈穂、響鳴音、南まりん
- スーパーデジタルモザイク 中出し（7月7日、桃太郎映像出版）
- 完全リアルドキュメント 奴隷誓約 3（8月7日、アタッカーズ）
- ぬるぬる（8月19日、桃太郎映像出版）
- 絶対快感。（9月7日、桃太郎映像出版）